# Die Bergretter
Die Bergretter ist eine Actionserie des ZDF, die in Co-Produktion mit dem ORF entstanden ist. Die Sendung wird vom ZDF als indirekte Fortsetzung der Fernsehserie Die Rettungsflieger betrachtet. Die ersten Folgen wurden ab dem 26. November 2009 unter dem Namen Die Bergwacht ausgestrahlt. 2012 erfolgte die Umbenennung in Die Bergretter (siehe Absatz Titel) und die Verlängerung auf Spielfilmlänge (90 Minuten).

## Handlung
Staffel 1 (Folgen 1–4)
Der Extremkletterer Andreas Marthaler kommt mit seiner Freundin Sarah Kraus zur Hochzeit seines Jugendfreundes Stefan Hofer zurück in seine Heimatstadt Ramsau. Vor seiner Abreise nach Amerika möchte Andreas mit seinem alten Freund noch eine letzte Tour in die Berge machen. Als Stefan während der Bergtour einem Wanderer zu Hilfe kommen will, stürzt er ab. Kurz bevor er stirbt, bittet er Andreas, sich um seine Frau Emilie und seine Kinder zu kümmern. Andreas kann nicht anders und kommt diesem Wunsch, sehr zum Missfallen Sarahs, nach. Es stellt sich heraus, dass Stefan einen hohen Kredit aufgenommen und Emilie nur Schulden hinterlassen hat, von denen sie nicht weiß, wie sie sie begleichen soll. Das zieht nach sich, dass der Hof, auf dem sie mit ihren Kindern lebt, zwangsversteigert werden soll. Andreas versucht alles, um Emilie zu helfen. Als er erfahren muss, dass Sarah mit dem Bürgermeister und Hotelbesitzer Peter Herbrechter ausgehandelt hat, den Hof vor der Zwangsversteigerung zu kaufen und so als Retter einer Witwe dazustehen, sieht er das als Vertrauensbruch an, was einen Streit nach sich zieht, da von einem solchen Kauf auch Andreas’ Familie betroffen wäre, die eine kleine Pension mit Restaurant auf dem Grundstück führt. Als Sarah sich erklären will, blockt Andreas ab. Sie steigt in ihr Auto und fährt weinend davon. Nur wenig später, Sarah nimmt gerade einen Anruf von Andreas auf ihrem Handy entgegen, sieht sie sich urplötzlich einem Lastwagen auf ihrer Fahrspur gegenüber. Es kommt zu einem schweren Unfall.
Staffel 2 (Folgen 5–16)
Sarah überlebt den Unfall ohne schlimme Folgen und erholt sich anschließend bei den Marthalers. Andreas hat ihr versprochen, dass sie, sobald Emilie die Angelegenheit mit dem Hof geklärt hat, endlich, wie sie es schon vor dem verhängnisvollen Absturz von Stefan vor hatten, nach Arizona aufbrechen werden. Als die Abreise unmittelbar bevorsteht, muss Sarah aufgrund vieler Begebenheiten in der Vergangenheit, die bis heute andauern, schmerzhaft erkennen, dass es mehr ihr Wunsch, als der von Andreas ist, nach Amerika zu gehen. Sie glaubt, er werde niemals ganz nur bei ihr sein und beendet daraufhin die Beziehung. Verschiedene Umstände führen dazu, dass Sarah zurück nach Ramsau kommt und als eine von drei gleichberechtigten Geschäftsführerinnen im Hotel von Peter Herbrechter arbeitet. Ihr Vater, ein vermögender Geschäftsmann, ist in das Hotel, das in Schieflage geraten war, eingestiegen. Zwischen Emilie Hofer und Andreas war es nach Sarahs Weggang zwar zu Zärtlichkeiten gekommen, jedoch war und ist Andreas sich nicht sicher, was er überhaupt will. Gerade als seine Tour auf den K2 finanziell gesichert ist und kurz bevorsteht, verletzt er sich bei der Rettung eines Kindes erheblich, was neben einem Krankenhausaufenthalt auch längere Reha-Maßnahmen erfordert.
Staffel 3 (Folgen 17 bis 21)
Staffel 4 (Folgen 22 bis 26)
Staffel 5 (Folgen 27 bis 32)
Staffel 6 (Folgen 33 bis 38)
Staffel 7 (Folgen 39 bis 44)
Staffel 8 (Folgen 45 bis 50)

Staffel 9 (Folgen 51 bis 56)

Staffel 10 (Folgen 57 bis 63)

Staffel 11 (Folgen 64 bis 70)

Staffel 12 (Folgen 71 bis 75)

Staffel 13 (Folgen 76 bis 83)

Staffel 14 (Folgen 84 bis 89)

Staffel 15 (Folgen 90 bis 95)

Staffel 16 (Folgen 96 bis 100)

## Titel
Der zunächst vom ZDF verwendete Titel Die Bergwacht stieß beim Österreichischen Bergrettungsdienst auf starke Kritik. Vorgebracht wurde unter anderem, dass der Name „Bergwacht“ in Österreich nur bis 1945 gebräuchlich gewesen sei. Kritisiert wurde aber auch, dass trotz des falschen Namens das echte Logo verwendet werde. Nachdem das ZDF zunächst mit Verweis auf die deutschen Zuschauer, denen Bergretter kein Begriff sei, eine Umbenennung abgelehnt hatte, lenkte der Sender schließlich doch ein.

## Besetzung

### Aktuelle Hauptdarsteller
Sortiert nach der Reihenfolge des Einstiegs.
| Schauspieler      | Rollenname                | Rolle | Folge(n)      | Jahr(e)                |
| ----------------- | ------------------------- | --- | ------------- | ---------------------- |
| Robert Lohr       | Michael „Michi“ Dörfler   | Hubschrauberpilot, Ex-Ehemann von Marion Dörfler und Dr. Verena Auerbach, Ex-Freund von Bea Kleinert, Vater von Anne und Leon Dörfler | 1–            | 2009–                  |
| Michael Pascher   | Rudi Dolezal              | Mechaniker des Heliports, mittlerweile Bergretter | 5–            | 2010–                  |
| Luise Bähr        | Katharina Strasser        | Sanitäterin, später Notärztin im Bergretterteam, Physiotherapeutin, Tochter von Peter Herbrechter, Halbschwester von Tobias Herbrechter, Ex-Freundin von Thomas Huber, Markus Kofler und Dr. Nick Aichstetter                                                                              | 34–           | 2014–                  |
| Sebastian Ströbel | Markus Kofler             | Leiter der Bergrettung als Nachfolger von Andreas Marthaler, Sohn von Johanna Marquart, Freund von Alexandra Winkler, Ex-Freund von Lisa Meixner, Jessika Pollath, Katharina Strasser und Nina Reuther, Kindheitsfreund von Carola Steiner, Pflegevater von Mia, Besitzer des „Hof Emilie“ | 38–           | 2014–                  |
| Markus Brandl     | Tobias „Tobi“ Herbrechter | Bergretter, Sohn von Peter Herbrechter, Halbbruder von Katharina Strasser, Ex-Ehemann und aktueller Partner von Emilie Hofer, Ex-Freund von Francesca | 1–70, 79, 83– | 2009–2019, 2021, 2022– |

### Ehemalige Hauptdarsteller
Sortiert nach der Reihenfolge des Ausstiegs.
| Schauspieler        | Rollenname             | Rolle | Folge(n)    | Jahr(e)   |
| ------------------- | ---------------------- | --- | ----------- | --------- |
| Simone Hanselmann   | Jessika Kofler         | Sanitäterin im Bergretterteam während der Schwangerschaft von Bea, Schwester von Emilie Hofer, Freund von Andreas Marthaler               | 24–26       | 2013      |
| Paula Paul          | Bea Kleinert           | Sanitäterin im Bergretterteam, später Hebamme und Vertretung im Bergretterteam, Freundin von Michael Dörfler und Joss Kraus               | 1–23, 27–32 | 2009–2014 |
| Martin Gruber       | Andreas Marthaler †    | Leiter der Bergrettung, Sohn von Franz Marthaler, Freund von Sarah Kraus, Emelie Hofer, Jessika Kofler, Jana Huber und Katharina Strasser | 1–38        | 2009–2014 |
| Stephan Zinner      | Toni Stössel           | Bergretter, Bergshop-Besitzer | 1–4         | 2009      |
| Martin Klempnow     | Toni Stössel           | Bergretter, Bergshop-Besitzer | 5–40        | 2010–2015 |
| Mirko Lang          | Benjamin „Ben“ Marasek | Bergretter, Bergshop-Besitzer als Nachfolger von Toni Stössel                                                                             | 41–57       | 2015–2018 |
| Ferdinand Seebacher | Simon Plattner         | Bergretter, Freund von Jessica Pollath (†)                                                                                                | 64–85       | 2019–2023 |

Anmerkungen:
1. ↑  durchtrennt sein Sicherungsseil, um ein Mädchen zu retten
2. ↑  verlässt die Ramsau nach Triest mit seiner Freundin
3. ↑  verlässt Ramsau nach dem Tod seiner Freundin Jessica Pollath

### Aktuelle Nebendarsteller
Sortiert nach der Reihenfolge des Einstiegs.
| Schauspieler       | Rollenname               | Rolle | Folge(n) | Jahr(e) |
| ------------------ | ------------------------ | --- | -------- | ------- |
| Heinz Marecek      | Franz Marthaler          | Vater von Andreas Marthaler, Bruder von Maria Marthaler, ehem. Pensionsbesitzer, Freund von Johanna Marquart (†) | 1–       | 2009–   |
| Stefanie von Poser | Emilie Hofer             | Witwe von Stefan Hofer, Ex-Ehefrau und aktuelle Partnerin von Tobias Herbrechter, Ex-Freundin von Lorenz König   | 1–       | 2009–   |
| Martin Leutgeb     | Gert Holzer              | Polizist in Ramsau                                                                                               | 22–      | 2013–   |
| Nicholas Reinke    | Dr. Nick Aichstetter     | Arzt im Schladminger Krankenhaus, Ex-Freund von Katharina Strasser                                               | 78–      | 2021–   |
| Sonja Kirchberger  | Elisa Rödder             | Beauftragte für Tourismus und Sicherheit von Schladming                                                          | 87–      | 2023–   |
| Viktoria Ngotsé    | Alexandra „Alex“ Winkler | Bezirksinspektorin in Ramsau, Tochter von Monika Winkler, Mutter von Ben, Freundin von Markus Kofler             | 90–      | 2023–   |
| Tina Engel         | Monika Winkler           | Mutter von Alexandra Winkler, Großmutter von Ben                                                                 | 96–      | 2024–   |
| Felix Everding     | Lukas Schlosser          | Makler, Freund von Katharina Strasser,                                                                           | 97–      | 2024–   |

### Ehemalige Nebendarsteller
Sortiert nach der Reihenfolge des Ausstiegs.
| Schauspieler          | Rollenname                                         | Rolle | Folge(n)                    | Jahr(e)                     |
| --------------------- | -------------------------------------------------- | --- | --------------------------- | --------------------------- |
| Stefan Murr           | Stefan Hofer †                                     | Ehem. Leiter der Bergwacht Ramsau, Ehemann von Emilie Hofer, Freund von Theresa Prechtl, Vater von Hanna, Lukas und Franzi Hofer | 1                           | 2009                        |
| Eva Maria Gintsberg   | Dr. Schwarz (Staffel 1) / Dr. Theissen (Staffel 2) | Ärztin | 1–6                         | 2009–2010                   |
| Peter Mitterrutzner   | August Bichlmeier                                  | Landwirt in Ramsau | 1, 6–7                      | 2009–2010                   |
| Isabel Tuengerthal    | Marion Dörfler                                     | Ex-Frau von Michael Dörfler | 1, 5–8                      | 2009–2010                   |
| Lisa Reuter           | Anne Dörfler                                       | Tochter von Marion und Michael Dörfler                                                                                           | 7–8                         | 2010                        |
| Angela Ascher         | Theresa Prechtl                                    | Ehem. Geliebte von Stefan Hofer                                                                                                  | 7–8                         | 2010                        |
| Alexa Wiegandt        | Frau Schaller                                      | Bankangestellte | 3, 7–8, 10                  | 2009–2010                   |
| Lisa Kreuzer          | Maria Marthaler                                    | Schwester von Franz Marthaler, Tante von Andreas Marthaler, Pensionsbesitzerin                                                   | 1–16                        | 2009–2010                   |
| Stephanie Stumph      | Sarah Kraus †                                      | Freundin von Andreas Marthaler, Geschäftsführerin vom Hotel Herbrechter                                                          | 1–20                        | 2009–2012                   |
| Florian Panzner       | Johannes „Joss“ Kraus                              | Bruder von Sarah Kraus, Freund von Bea Kleinert                                                                                  | 20                          | 2012                        |
| Sebastian Schwab      | Johannes „Joss“ Kraus                              | Bruder von Sarah Kraus, Freund von Bea Kleinert                                                                                  | 22–23                       | 2013                        |
| Anja Knauer           | Jana Huber                                         | Freundin von Andreas Marthaler                                                                                                   | 28, 31–32                   | 2014                        |
| Julia-Maria Köhler    | Lisa Meixner                                       | Ex-Freundin von Markus Kofler | 39, 41, 48–52               | 2015–2017                   |
| Michaela Schausberger | Carola Steiner †                                   | Kindheitsfreundin von Markus Kofler, Mutter von Mia Steiner                                                                      | 51–52                       | 2017                        |
| André Röhner          | Dr. Thomas Huber †                                 | Arzt und Ex-Freund von Katharina Strasser                                                                                        | 46–60                       | 2016–2018                   |
| Stefanie Robotka      | Hanna Hofer                                        | Tochter von Emilie und Stefan Hofer                                                                                              | 1–26                        | 2009–2013                   |
| Antonia Wiedemann     | Hanna Hofer                                        | Tochter von Emilie und Stefan Hofer                                                                                              | 33–45, 57, 63, 69, 75       | 2014–2016, 2018, 2019, 2020 |
| Dustin Raschdorf      | Lukas Hofer                                        | Sohn von Emilie und Stefan Hofer                                                                                                 | 1–44                        | 2009–2015                   |
| Adrian Bräunig        | Lukas Hofer                                        | Sohn von Emilie und Stefan Hofer                                                                                                 | 45, 57, 63, 69, 75          | 2016, 2018, 2019, 2020      |
| Tim Marco Rietz       | Leon Dörfler                                       | Sohn von Michael Dörfler | 51, 53–56, 61–62, 64–70, 75 | 2017–2020                   |
| Steffen Groth         | Lorenz König                                       | Leiblicher Vater von Mia Steiner, Ex-Freund von Emilie Hofer                                                                     | 65–75                       | 2019–2020                   |
| Michaela Rosen        | Johanna Marquart †                                 | Mutter von Markus Kofler, Ex-Freundin von Peter Herbrechter, Freundin von Franz Marthaler                                        | 41, 45, 48, 59–61, 63–78    | 2015–2021                   |
| Mia-Sophie Ballauf    | Mia Steiner                                        | Pflegekind von Markus, Tochter von Carola Steiner                                                                                | 51–75, 79                   | 2017–2021                   |
| Maxi Warwel           | Jessica „Jessi“ Pollath †                          | Hauptkommissarin in Schladming, Ex-Freundin von Markus Kofler, Freundin von Simon Plattner                                       | 51–84                       | 2017–2023                   |
| Gundula Niemeyer      | Dr. Verena Auerbach                                | Ärztin im Schladminger Krankenhaus, Frau von Michael Dörfler, zeitweise Vertretung als Sanitäterin im Bergretterteam             | 17–77, 82–85                | 2012–2023                   |
| Michael König         | Peter Herbrechter †                                | Bürgermeister, Großhotelier, Vater von Tobias Herbrechter und Katharina Strasser, Ex-Freund von Johanna Marquart                 | 1–48, 53–84, 86, 90–92      | 2009–2016, 2017–2023        |
| Josephin Busch        | Nina Reuther                                       | Ex-Freundin von Markus Kofler, Bergretterin                                                                                      | 86–89, 95–100               | 2023–2024                   |

Anmerkungen:
1. ↑  stirbt durch eine Steinschlagverletzung bei einer Klettertour mit Andreas Marthaler
2. ↑  stirbt an ihren schweren Verletzungen nach einem Lawinenunglück
3. ↑  stirbt durch Komplikationen im Krankenhaus, nach einem schweren Bergunfall
4. ↑  stürzt mit dem Auto in den Tod
5. ↑  stirbt durch einen Steinschlag
6. ↑  stürzt während eines Einsatzes von einer Klippe und wird anschließend eine Staffel lang vermisst; später wird von ihrer Beerdigung berichtet
7. ↑  stirbt unerwartet bei der Vorstellung des „Enzian-Projektes“ am Berg

### Rolleneinteilung nach Staffeln
| Staffel                                                | 1               | 2               | 3               | 4               | 5               | 6               | 7               | 8               | 9              | 10             | 11             | 12             | 13             | 14             | 15             | 16             |
| ------------------------------------------------------ | --------------- | --------------- | --------------- | --------------- | --------------- | --------------- | --------------- | --------------- | -------------- | -------------- | -------------- | -------------- | -------------- | -------------- | -------------- | -------------- |
| Leiter der Bergrettung                                 |                 |                 |                 |                 |                 |                 |                 |                 |                |                |                |                |                |                |                |                |
| Stefan Hofer                                           |                 |                 |                 |                 |                 |                 |                 |                 |                |                |                |                |                |                |                |                |
| Andreas Marthaler                                      |                 |                 |                 |                 |                 |                 |                 |                 |                |                |                |                |                |                |                |                |
| Markus Kofler                                          |                 |                 |                 |                 |                 |                 |                 |                 |                |                |                |                |                |                |                |                |
| Bergretter                                             |                 |                 |                 |                 |                 |                 |                 |                 |                |                |                |                |                |                |                |                |
| Tobias Herbrechter                                     |                 |                 |                 |                 |                 |                 |                 |                 |                |                |                |                |                |                |                |                |
| Simon Plattner                                         |                 |                 |                 |                 |                 |                 |                 |                 |                |                |                |                |                |                |                |                |
| Toni Stössel                                           |                 |                 |                 |                 |                 |                 |                 |                 |                |                |                |                |                |                |                |                |
| Benjamin Marasek                                       |                 |                 |                 |                 |                 |                 |                 |                 |                |                |                |                |                |                |                |                |
| Rudi Dolezal                                           |                 |                 |                 |                 |                 |                 |                 |                 |                |                |                |                |                |                |                |                |
| Sanitäterin bei den Bergrettern                        |                 |                 |                 |                 |                 |                 |                 |                 |                |                |                |                |                |                |                |                |
| Bea Kleinert                                           |                 |                 |                 |                 |                 |                 |                 |                 |                |                |                |                |                |                |                |                |
| Jessika Kofler                                         |                 |                 |                 |                 |                 |                 |                 |                 |                |                |                |                |                |                |                |                |
| Katharina Strasser                                     |                 |                 |                 |                 |                 |                 |                 |                 |                |                |                |                |                |                |                |                |
| Dr. Verena Auerbach                                    |                 |                 |                 |                 |                 |                 |                 |                 |                |                |                |                |                |                |                |                |
| Hubschrauberpilot                                      |                 |                 |                 |                 |                 |                 |                 |                 |                |                |                |                |                |                |                |                |
| Michael Dörfler                                        |                 |                 |                 |                 |                 |                 |                 |                 |                |                |                |                |                |                |                |                |
| Mechaniker am Heliport                                 |                 |                 |                 |                 |                 |                 |                 |                 |                |                |                |                |                |                |                |                |
| Rudi Dolezal                                           |                 |                 |                 |                 |                 |                 |                 |                 |                |                |                |                |                |                |                |                |
| Arzt im Schladminger Krankenhaus                       |                 |                 |                 |                 |                 |                 |                 |                 |                |                |                |                |                |                |                |                |
| Dr. Schwarz / Dr. Theissen                             |                 |                 |                 |                 |                 |                 |                 |                 |                |                |                |                |                |                |                |                |
| Dr. Verena Auerbach                                    |                 |                 |                 |                 |                 |                 |                 |                 |                |                |                |                |                |                |                |                |
| Dr. Thomas Huber                                       |                 |                 |                 |                 |                 |                 |                 |                 |                |                |                |                |                |                |                |                |
| Dr. Nick Aichstetter                                   |                 |                 |                 |                 |                 |                 |                 |                 |                |                |                |                |                |                |                |                |
| Polizist                                               |                 |                 |                 |                 |                 |                 |                 |                 |                |                |                |                |                |                |                |                |
| Gert Holzer                                            |                 |                 |                 |                 |                 |                 |                 |                 |                |                |                |                |                |                |                |                |
| Hauptkommissarin/Bezirksinspektorin in Schladming      |                 |                 |                 |                 |                 |                 |                 |                 |                |                |                |                |                |                |                |                |
| Jessica Pollath                                        |                 |                 |                 |                 |                 |                 |                 |                 |                |                |                |                |                |                |                |                |
| Alexandra Winkler                                      |                 |                 |                 |                 |                 |                 |                 |                 |                |                |                |                |                |                |                |                |
| Beauftragte für Tourismus und Sicherheit in Schladming |                 |                 |                 |                 |                 |                 |                 |                 |                |                |                |                |                |                |                |                |
| Elisa Rödder                                           |                 |                 |                 |                 |                 |                 |                 |                 |                |                |                |                |                |                |                |                |
| Angehörige der Bergretter                              |                 |                 |                 |                 |                 |                 |                 |                 |                |                |                |                |                |                |                |                |
| Emilie Hofer                                           |                 |                 |                 |                 |                 |                 |                 |                 |                |                |                |                |                |                |                |                |
| Hanna Hofer                                            |                 |                 |                 |                 |                 |                 |                 |                 |                |                |                |                |                |                |                |                |
| Lukas Hofer                                            |                 |                 |                 |                 |                 |                 |                 |                 |                |                |                |                |                |                |                |                |
| Franz Marthaler                                        |                 |                 |                 |                 |                 |                 |                 |                 |                |                |                |                |                |                |                |                |
| Maria Marthaler                                        |                 |                 |                 |                 |                 |                 |                 |                 |                |                |                |                |                |                |                |                |
| Sarah Kraus                                            |                 |                 |                 |                 |                 |                 |                 |                 |                |                |                |                |                |                |                |                |
| Peter Herbrechter                                      |                 |                 |                 |                 |                 |                 |                 |                 |                |                |                |                |                |                |                |                |
| Marion Dörfler                                         |                 |                 |                 |                 |                 |                 |                 |                 |                |                |                |                |                |                |                |                |
| Johannes Kraus                                         |                 |                 |                 |                 |                 |                 |                 |                 |                |                |                |                |                |                |                |                |
| Jana Huber                                             |                 |                 |                 |                 |                 |                 |                 |                 |                |                |                |                |                |                |                |                |
| Lisa Meixner                                           |                 |                 |                 |                 |                 |                 |                 |                 |                |                |                |                |                |                |                |                |
| Johanna Marquart                                       |                 |                 |                 |                 |                 |                 |                 |                 |                |                |                |                |                |                |                |                |
| Mia Steiner                                            |                 |                 |                 |                 |                 |                 |                 |                 |                |                |                |                |                |                |                |                |
| Leon Dörfler                                           |                 |                 |                 |                 |                 |                 |                 |                 |                |                |                |                |                |                |                |                |
| Lorenz König                                           |                 |                 |                 |                 |                 |                 |                 |                 |                |                |                |                |                |                |                |                |
| Nina Reuther                                           |                 |                 |                 |                 |                 |                 |                 |                 |                |                |                |                |                |                |                |                |
| Monika Winkler                                         |                 |                 |                 |                 |                 |                 |                 |                 |                |                |                |                |                |                |                |                |
| Lukas Schlosser                                        |                 |                 |                 |                 |                 |                 |                 |                 |                |                |                |                |                |                |                |                |
| Legende (Farbbedeutung)                                | Hauptdarsteller | Hauptdarsteller | Hauptdarsteller | Hauptdarsteller | Hauptdarsteller | Hauptdarsteller | Hauptdarsteller | Hauptdarsteller | Gastdarsteller | Gastdarsteller | Gastdarsteller | Gastdarsteller | Gastdarsteller | Gastdarsteller | Gastdarsteller | Gastdarsteller |

## Crossover
Im Jahr 2012 wurde ein Crossover mit der Serie Der Bergdoktor produziert. Dieses trägt den Titel Virus und stellt die erste Episode der sechsten Staffel der TV-Serie Der Bergdoktor dar. Die Erstausstrahlung erfolgte am 20. Dezember 2012 im ORF 2 und am 2. Januar 2013 im ZDF. Von den Bergrettern waren Martin Gruber, Markus Brandl, Paula Paul und Robert Lohr in ihren Rollen zu sehen.

## Produktionsnotizen

### Regie, Drehorte
Axel de Roche führte Regie in den ersten vier Folgen der ersten Staffel. In den weiteren Episoden führte er mehrmals zusammen mit Matthias Kopp Regie. Weiter fungierten als Regisseure: Dirk Pientka, Sebastian Sorger, Felix Herzogenrath, Roland Leyer, Oliver Dommenget, Jorgo Papavassilliou, Jakob Schäuffelen, Axel Barth, Steffen Mahnert und Ralph Polinski.
Gedreht wird die Serie an Originalschauplätzen in Ramsau am Dachstein, im steirischen Ennstal (Österreich), im Dachsteingebirge, im Schloss Pichlarn (welches heute ein Hotel beinhaltet, im Film: Hotel Herbrechter), zum Teil auch in Oberösterreich und im Salzburger Land. Die Außenaufnahmen der Winterfolgen finden im Kaunertal in Tirol statt.
Seit Januar 2013 werden neue Folgen der Serie auch als Hörfilm ausgestrahlt.

### Dreharbeiten und Ausstrahlung
Die 1. Staffel (Episoden 1–4) wurde vom 11. August bis zum 26. September 2009 unter dem damaligen Titel der Serie Die Bergwacht gedreht. Dies einzelnen Folgen wurden ab dem 26. November im ZDF gesendet.
Am 22. Dezember 2009 gab das ZDF bekannt, die Serie mit 12 neuen Folgen fortzusetzen, die Dreharbeiten hierzu fanden vom 11. Mai bis zum 30. Oktober 2010 statt. Die Ausstrahlung der 2. Staffel fand zwischen dem 7. Oktober und 23. Dezember 2010 im ZDF statt. 2011 gab das ZDF eine Verlängerung der Serie unter dem Titel „Die Bergretter“ bekannt.
Die Dreharbeiten zur 3. Staffel (Episoden 17–21) fanden vom 7. Juni bis 18. Oktober 2011 statt, die Ausstrahlung erfolgte ab 3. Januar 2012 im ZDF.
Am 5. Juni 2012 verlängerte das ZDF die Serie mit 5 Folgen a 90 Minuten, die Dreharbeiten hierzu fanden zwischen dem 4. Juni und 24. Oktober 2012 in 85 Drehtagen statt. Die Ausstrahlung der 4. Staffel erfolgte ab 2. Januar 2013 im ZDF.
Vom 16. Mai bis 20. November 2013 wurde die 5. Staffel mit 6 neuen Episoden gedreht, die zwischen dem 6. März und 24. April 2014 im ZDF zu sehen waren.
Am 18. März 2014 begannen die Dreharbeiten zur 6. Staffel mit 6 neuen Folgen, die bis 19. September 2014 dauerten, die Ausstrahlung erfolgte zwischen dem 6. November und dem 18. Dezember 2014. Am 10. Februar 2015 begannen die Dreharbeiten mit einem neuen Hauptdarsteller, da Martin Gruber mit Ende der 6. Staffel ausstieg.
Die Dreharbeiten zur 7. Staffel dauerten bis 30. September 2015 und wurden im Zeitraum 5. November bis 10. Dezember 2015 gesendet. Zwischen dem 16. Februar und 30. September 2016 fanden in 103 Drehtagen Dreharbeiten zu 6 weiteren Folgen statt, die ab 17. November 2016 zu sehen waren.
Die Dreharbeiten zur 9. Staffel mit 6 neuen Folgen fanden von 20. Februar bis 3. September 2017 statt, die Ausstrahlung der Staffel erfolgte ab 9. November 2017 im ZDF.
Am 13. Februar 2018 begannen die Dreharbeiten zur 10. Staffel mit erstmals 7 Folgen à 90 Minuten, diese dauerten bis 11. Oktober 2018, die Ausstrahlung erfolgte ab 15. November 2018. Zwischen dem 13. Februar und 11. Oktober 2019 wurden 7 neue Folgen gedreht, die ab 7. November 2019 zu sehen waren
Am 11. Februar 2020 begannen die Dreharbeiten zur 12. Staffel mit 7 neuen Folgen und einem Special, diese wurden am 16. März bis zum 25. Mai 2020 unterbrochen wegen der COVID-19-Pandemie. Am 26. Mai 2020 wurden die Dreharbeiten fortgesetzt und endeten am 12. November 2020 mit einem Monat Verspätung. Durch den Abbruch der Dreharbeiten der 12. Staffel wurden ab 12. November 2020 nur die ersten 5 Folgen der 12. Staffel gesendet, die 2 weiteren Folgen und das Special sollen 2021 ausgestrahlt werden.
Die Dreharbeiten zur 13. Staffel mit 6 weiteren Folgen fanden zwischen dem 16. Februar und dem 18. Oktober 2021 statt. Ab dem 18. November 2021 werden zunächst die noch fehlenden Folgen 6 und 7 der 12. Staffel als Folgen 1 und 2 der 13. Staffel und dann die neu produzierten Folgen der 13. Staffel ausgestrahlt. Die Ausstrahlung wurde bis 6. Januar 2022 durchgeführt.
Zwischen dem 13. Juli und dem 7. August 2021 fanden die Dreharbeiten des Specials in Kals am Großglockner und Umgebung statt, das aufgrund der Corona-Pandemie um ein Jahr verschoben wurde. Eine 14. Staffel mit 6 weiteren Folgen wurde zwischen dem 9. Februar und dem 19. September 2022 gedreht. Die Ausstrahlung erfolgte vom 2. März bis zum 13. April 2023.
Eine 15. Staffel mit sechs weiteren neuen Folgen wurde zwischen dem 7. Februar und dem 26. September 2023 gedreht, die Ausstrahlung erfolgte zwischen dem 16. November 2023 und 28. Dezember 2023.
Die 16. Staffel wurde zwischen 6. Februar 2024 und 5. Juli 2024 gedreht und wird 5 neue Folgen enthalten. Die Ausstrahlung fand ab 7. November 2024 statt.
Das ZDF bestätigte am 13. März 2024 eine 17. Staffel mit 7 weiteren Folgen, welche zwischen August 2024 bis 17. Oktober 2024 sowie 11. Februar 2025 und Juli 2025 produziert wurde und ab 30. Oktober 2025 ausgestrahlt werden sollen. Außerdem sollen 2 Folgen der 18. Staffel im Jahr 2025 vorproduziert werden, die Dreharbeiten sollen bis Oktober 2025 andauern.

## DVD
Bisher sind folgende Staffeln der Serie auf DVD erschienen bzw. angekündigt:
| Titel                       | Erscheinungsdatum | Spieldauer  | Anzahl DVDs | Herausgeber                |
| --------------------------- | ----------------- | ----------- | ----------- | -------------------------- |
| Die Bergretter – Staffel 1  | 1. Okt. 2010      | 175 Minuten | 1           | Universum Film             |
| Die Bergretter – Staffel 2  | 3. Feb. 2012      | 528 Minuten | 3           | Universum Film             |
| Die Bergretter – Staffel 3  | 6. Sep. 2013      | 444 Minuten | 2           | Universum Film             |
| Die Bergretter – Staffel 4  | 20. Dez. 2013     | 442 Minuten | 2           | Universum Film             |
| Die Bergretter – Staffel 5  | 29. Aug. 2014     | 531 Minuten | 2           | Universum Film             |
| Die Bergretter – Staffel 6  | 27. Feb. 2015     | 531 Minuten | 2           | Universum Film             |
| Die Bergretter – Staffel 7  | 27. Mai 2016      | 540 Minuten | 2           | Studio Hamburg Enterprises |
| Die Bergretter – Staffel 8  | 13. Jan. 2017     | 540 Minuten | 2           | Studio Hamburg Enterprises |
| Die Bergretter – Staffel 9  | 16. Feb. 2018     | 540 Minuten | 2           | Studio Hamburg Enterprises |
| Die Bergretter – Staffel 10 | 22. Feb. 2019     | 630 Minuten | 3           | Studio Hamburg Enterprises |
| Die Bergretter – Staffel 11 | 7. Feb. 2020      | 630 Minuten | 3           | Studio Hamburg Enterprises |
| Die Bergretter – Staffel 12 | 29. Jan. 2021     | 450 Minuten | 2           | Studio Hamburg Enterprises |
| Die Bergretter – Staffel 13 | 25. Feb. 2022     | 720 Minuten | 3           | Studio Hamburg Enterprises |
| Die Bergretter – Staffel 14 | 26. Mai 2023      | 540 Minuten | 3           | Studio Hamburg Enterprises |
| Die Bergretter – Staffel 15 | 16. Feb. 2024     | 540 Minuten | 3           | Studio Hamburg Enterprises |

## Auszeichnungen
2019: nominiert für die Goldene Kamera in der Kategorie „Publikumspreis Beste Heimatserie“